# Actornithophilus piceus
Actornithophilus piceus är en insektsart som först beskrevs av Alpheus Spring Packard 1870.  Actornithophilus piceus ingår i släktet Actornithophilus och familjen spolätare. Inga underarter finns listade i Catalogue of Life.